# Radio London (zeezender)
Radio London ("Big L") was een zeezender. Het station zond uit op 266 meter (1125 kHz) in de middengolf vanaf het schip Galaxy (een vroegere mijnenveger van de Amerikaanse marine) dat 3½ zeemijl (6,5 km) uit de kust van Frinton-on-Sea ten noorden van de Theems-monding voor anker was gegaan. 
Radio London begon na testuitzendingen op 17 december 1964 met geregelde programma's. Het schip had een zendmast van 66 meter hoog en de zender had een vermogen van 50 kW, al beweerde het in 1966 en 1967 uit concurrentieoverwegingen dat het uitzond met 75 kW. Het station introduceerde als eerste in Europa de befaamde Amerikaanse radiojingles van de firma PAMS ("Wonderful Radio London!") uit Dallas en had daardoor een zeer herkenbaar geluid. Het Amerikaanse Top 40-muziekformaat viel zeer in de smaak bij het publiek en daardoor was de zeezender heel populair. Radio London had naar schatting 12 miljoen luisteraars in Groot-Brittannië en 4 miljoen op het vasteland. Het station was een belangrijke concurrent van Radio Caroline voor reclamewerving. 
Het einde kwam op 14 augustus 1967 om 3 uur 's middags: de volgende dag zou de beruchte anti-piratenwet, de "Marine Offences Bill" van kracht worden, die medewerkers van dergelijke zenders met hoge straffen dreigde. 
Na 2006 was er een aantal jaren weer een radiostation dat de naam Big L gebruikte, dit keer legaal vanuit Nederland.

## Info
- boek: Paul Harris: When pirates ruled the waves. Uitg. Impulse Publications, Ltd, London, 1968.
- geluid:
  - Radio London. The production masters 1964-1967. Original jingles and promotions from Big L (2 cd's). Jumbo TJLCD130/131, 1997.
  - British Invasion I: 6. Radio London (Big L) Assortment (cd). Ken R. R-03, ca. 2002.